# Lorenzo Veglia
Pas d'image ? Cliquez ici
Lorenzo Veglia (né le 7 octobre 1996) à Rivoli en Italie est un pilote de course automobile italien.

## Carrière
Lorenzo Veglia a fait ses débuts en sport automobile en 2013 dans le championnat italien BRC Green Hybrid Cup Serie Internazionale.
En 2014, il s'est ensuite dirigé vers la SEAT León Eurocup (en) au volant d'une SEAT Leon Cup Racer.
En 2015, toujours au volant d'une SEAT Leon Cup Racer, il participa aux TCR International Series.
En 2016, Lorenzo Veglia participa au championnat GT italien aux mains d'une Lamborghini Huracán au sein de l'écurie Antonelli Motorsport. Il gagna le Lamborghini Super Trofeo World Final (en) dans la catégorie Pro-Am et fini 3e dans le Lamborghini Super Trofeo Europe (en) dans la catégorie Pro-Am.
En 2017, il a été intégré dans le programme de jeunes pilotes Lamborghini Squadra Corse. Toujours avec l'écurie Antonelli Motorsport, il participa au championnat GT italien et finira la saison en 3e position avec 10 podiums dont 3 victoires.

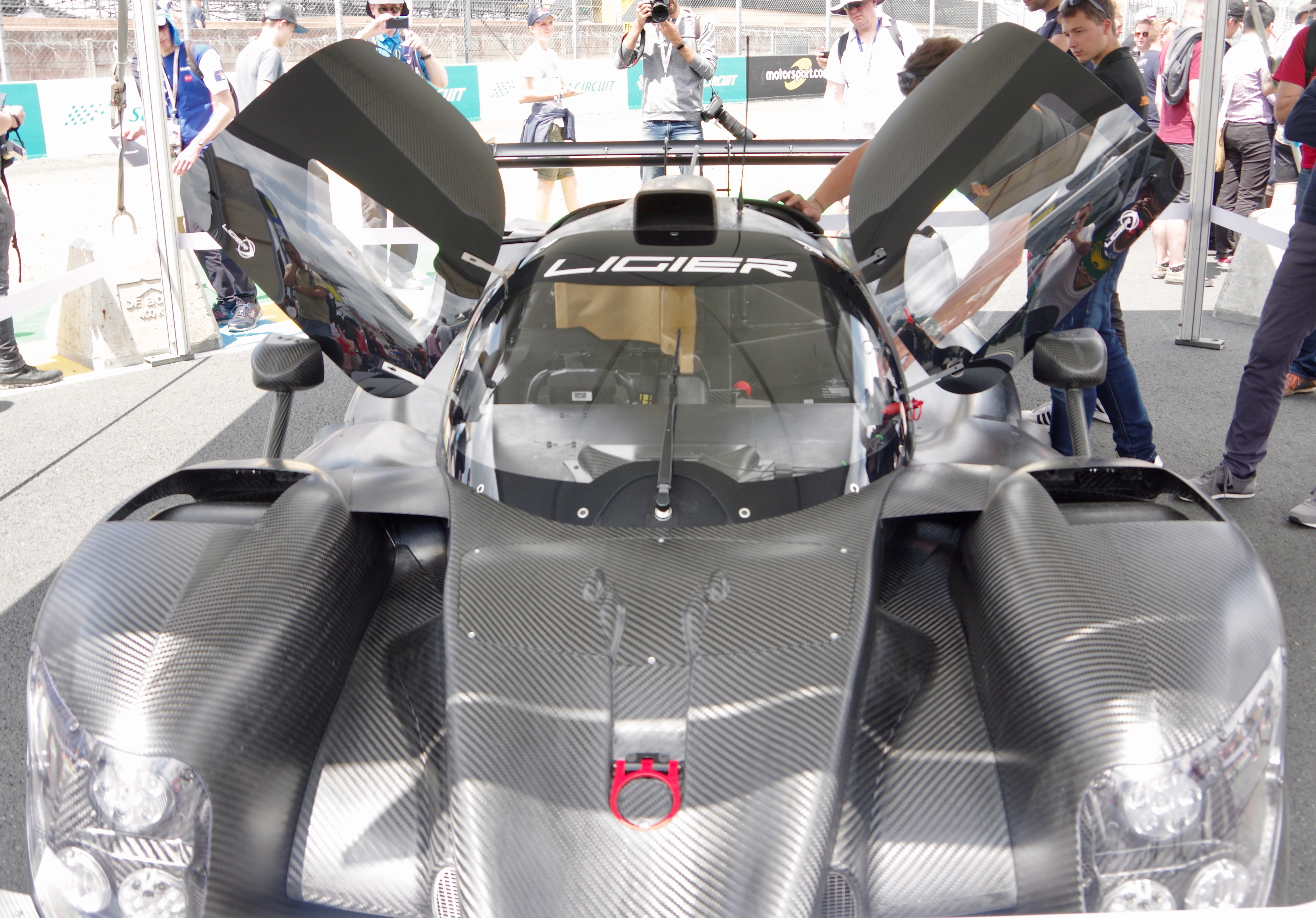
La présentation de la Ligier JS P320 lors des 24 Heures du Mans 2019

En 2018, toujours avec le soutien de Lamborghini Squadra Corse, il participe de nouveau au championnat GT italien avec l'écurie Antonelli Motorsport. Malheureusement les performances sont en retrait et il finira le championnat en 9e position avec seulement 3 podiums. 
En 2019, il s'engagea avec une nouvelle écurie, l'Easy Race, et de voiture, une Ferrari 488 Evo, afin de participer pour 4e saison d'affilée au championnat GT italien. Après une année 2018 en retrait, Lorenzo Veglia finira la saison en 4e position avec 3 podiums dont une victoire. 
En 2020, après avoir participé en de nombreuses occasions au championnat italien GT, Lorenzo Veglia donne un nouvel élan à sa carrière en participant pour la première fois aux European Le Mans Series. Pour cela, il s'engagea avec l'écurie anglaise BHK Motorsport pour qui il pilota une Ligier JS P320 dans la catégorie LMP3 avec de différents coéquipiers suivant la course. Pour la dernière manche de la saison, les 4 Heures de Portimão, il changea d'écurie pour rejoindre l'écurie anglaise RLR Msport. Lors de cette saison, il a fini 4 courses sur 5 et a ainsi marqué 6 points qui lui ont permis de finir 26e au classement des pilotes LMP3.

## Palmarès

### Résultats auxEuropean Le Mans Series
| Année | Ecurie         | Châssis      | Moteur                               | Classe | 1     | 2     | 3      | 4      | 5        | Position | Points |
| ----- | -------------- | ------------ | ------------------------------------ | ------ | ----- | ----- | ------ | ------ | -------- | -------- | ------ |
| 2020  | BHK Motorsport | Ligier JS P3 | Nissan VK56VE 5,6 l V8 atmosphérique | LMP3   | LEC 6 | SPA 9 | LEC 10 | MON 10 |          | 26e      | 6      |
| 2020  | RLR Msport     | Ligier JS P3 | Nissan VK56VE 5,6 l V8 atmosphérique | LMP3   |       |       |        |        | POR Abd. | 26e      | 6      |